# Pericallia pannosa
Pericallia pannosa är en fjärilsart som beskrevs av Moore 1879. Pericallia pannosa ingår i släktet Pericallia och familjen björnspinnare. Inga underarter finns listade i Catalogue of Life.